# Marketing integrado
O marketing integrado utiliza as atividades diferentes para comunicar e integrar valor e à coordenação desses efeitos em conjunto seja maximizado. Significa mesclar e combinar atividades de marketing a fim de maximizar os efeitos individuais e coletivos, com o objetivo de fornecer uma visão completa do processo de marketing, informando sobre quais os melhores retornos do investimento.
A empresa, na visão do marketing integrado (marketing total), deve ter todas as suas atividades focadas no consumidor. Podemos verificar se uma empresa é voltada para o consumidor ou para a produção identificando os seguintes aspectos dentro da organização:
Caso ela seja focada em produção:
- Vender o que se produz;
- Metas de médio e curto prazo;
- Linha de produtos reduzida;
- Ênfase em métodos;
- Produção pouco flexível;
- Ênfase em pesquisas técnicas;
- Imagem com base no know-how técnico e na superioridade da produção.

Caso ela seja focada em mercado:
- Diversificação na linha de produtos;
- Fabricar tudo o que se pode vender;
- Metas de longo prazo;
- Ênfase em planejamento e estratégias;
- Produção flexível, baseada no que o mercado pode consumir;
- Imagem com base na liderança de vendas;
- Ênfase nas pesquisas de mercado.